# Соза (Вагуш)
Соза (порт. Sosa)  —  район (фрегезия) в Португалии,  входит в округ Авейру. Является составной частью муниципалитета  Вагуш. Находится в составе крупной городской агломерации Большое Авейру. По старому административному делению входил в провинцию Бейра-Литорал. Входит в экономико-статистический  субрегион Байшу-Воуга, который входит в Северный регион. Население составляет 2939 человек. Занимает площадь 22,03 км².
Покровителем района считается архангел Михаил (порт. São Miguel). 